# 帝國製糖
帝國製糖株式會社為1910年在臺中創立的製糖會社，在臺中州和新竹州擁有多處製糖工場，其在1941年被大日本製糖所併購。

## 介紹
在1910年，安部幸兵衛、山下秀實、松岡富雄等人發起了創立帝國製糖株式會社，在6月經臺灣總督府認可後，10月13日舉行創立總會，由松方正熊擔任社長，其為薩摩藩出身政治家松方正義的九子。帝國製糖以資本金五百萬元創立在臺中廳臺中區，合併臺中、協和、松崗製糖廠等三間改良糖廍，興建750噸的台中第一製糖所，在1911年12月開始製糖，並於1912年在同地興建300噸的台中第二製糖所。1916年，在神戶市設立神戶精製糖工場；同年8月合併「南日本製糖株式會社」，接收了其所有的新竹製糖所和竹南製糖所。1917年2月，在台中第一工廠隔壁興建了酒精工場；同年8月，在台中州潭子庄興建潭子製糖工場。1918年3月，在新竹製糖所興建酒精工場。1923年12月，帝國製糖將神戶精製糖工場讓渡與明治製糖株式會社。1935年12月，台中第二工場開始製造白糖。1939年1月，在新竹州中壢街設置了崁仔腳製糖所。帝國製糖的原料採取區域以臺灣中部水田地區為主，在臺中州計47,573甲、新竹州81,369甲，面積多達128,942甲。
帝國製糖在最初成立時，因強迫農民種植甘蔗而引起公憤，使得農民向官廳投訴，而林獻堂和林燕卿亦前往臺中廳長以處理此事。因農民可選擇種植水稻或甘蔗，帝國製糖一開始以發放與米作比較的補償金，以彌補農民種植甘蔗的差額；其後來以向地主承租土地，再分租給農民種蔗的方式，以確保甘蔗產量。由於帝國製糖支付予地主的租金較一般佃租高，多數地主皆樂意將土地承租給製糖會社。對佃農而言，其逐漸只能租到製糖會社的土地種甘蔗。
| 名稱     | 名稱         | 能力    | 位置               | 建設年月   | 備註                                       |
| -------- | ------------ | ------- | ------------------ | ---------- | ------------------------------------------ |
| 事務所   | 台中本社     |         | 台中市高砂町18番地 |            | 原營業所為台中市歷史建築                   |
| 事務所   | 東京出張所   |         | 東京市麴町區       |            |                                            |
| 事務所   | 大阪出張所   |         | 大阪市東區         |            |                                            |
| 製糖工場 | 台中第一工場 | 750米噸 | 台中市高砂町       | 1911年12月 | 原址現為帝國糖廠湖濱生態園區               |
| 製糖工場 | 台中第二工場 | 300米噸 | 台中市高砂町       | 1912年11月 | 原址現為帝國糖廠湖濱生態園區               |
| 製糖工場 | 潭子工場     | 750英噸 | 潭子庄潭子         | 1917年8月  | 原址現為潭子加工出口區                     |
| 製糖工場 | 新竹工場     | 650英噸 | 新竹市錦町         | 1922年2月  | 來自南日本製糖，原址現為遠東巨城購物中心   |
| 製糖工場 | 竹南工場     | 550英噸 | 竹南庄竹南         | 1912年12月 | 來自南日本製糖，原址現為竹南科學園區一部分 |
| 製糖工場 | 崁子腳工場   | 750英噸 | 中壢街中壢埔頂     | 1939年1月  | 原址現為遠東紡織廠區                       |
| 酒精工場 | 台中酒精工場 |         | 台中市高砂町       | 1917年2月  |                                            |
| 酒精工場 | 新竹酒精工場 |         | 新竹市錦町         | 1918年3月  |                                            |

## 交通

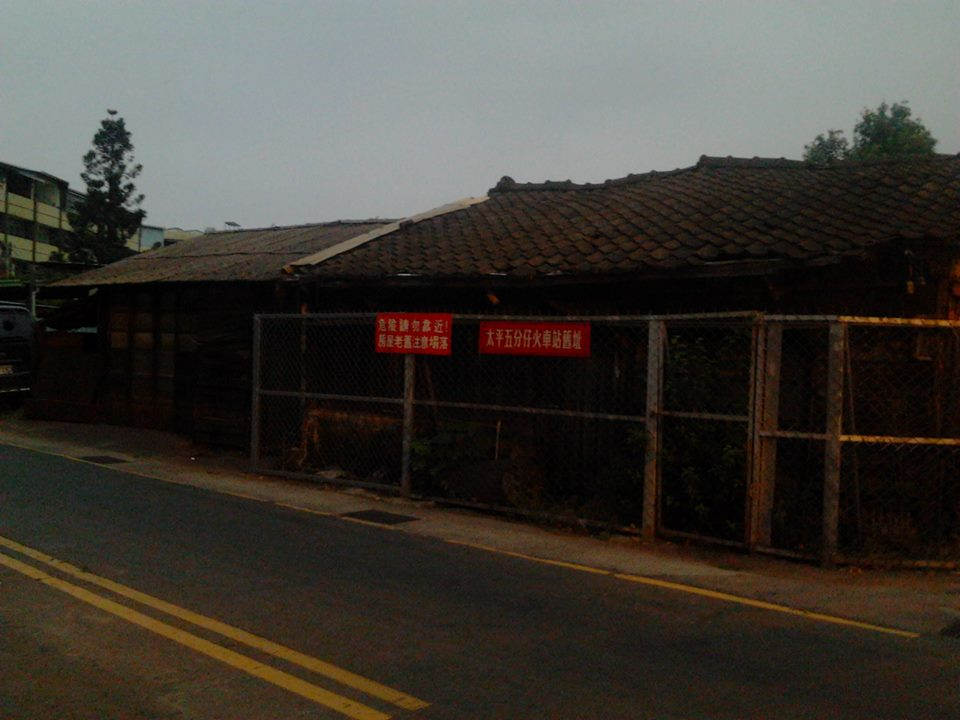
原中南線的太平車站站房

帝國製糖還經營了從台中製糖所出發至南投的中南線鐵道，在1918年全線通車。其在戰後併入臺灣糖業鐵路南北平行預備線。